# Donald Malcolm
Donald Malcolm, né en 1930 en Écosse et mort le 9 novembre 2013 à Paisley en Écosse, est un écrivain écossais de science-fiction, particulièrement actif entre 1956 et 1975. Il a parfois utilisé le pseudonyme de Roy Malcolm.

## Biographie
Les récits de Donald Malcolm ont été publiés dans les magazines spécialisés ou anthologies New Worlds, Nebula Science Fiction, Astounding Science Fiction, New Writings in SF, Out of This World 4 (1964), Lambda I and Other Stories (1965), et Starfield (1989).

## Œuvres

### Romans
- (en) The Iron Rain, 1976
- (en) The Unknown Shore, 1976

### Nouvelles
- (en) Defence Mechanism, 1957
- (en) The Long Ellipse, 1958
- (en) The House of Lights, 1958
- (en) Lone Voyager, 1958
- (en) The Stuff of Dreams, 1959
- (en) Complex, 1959
- (en) Almost Obsolete, 1959
- Les Éclaireurs ((en) The Pathfinders, 1960)
- (en) The Winds of Truth, 1960
- (en) Test Case, 1960
- (en) The Other Face, 1961
- (en) Yorick, 1962
- (en) Twice Bitten, 1963
- (en) Dilemma with Three Horns, 1964
- (en) Beyond the Reach of Storms, 1964
- (en) Potential, 1965
- (en) First Dawn, 1965
- (en) The Big Day, 1971
- (en) A Strange and Terrible Sea, 1974
- (en) The Enemy Within, 1975
- (en) Between the Tides, 1976
- (en) For Some Dark Purpose, 1989

### Critiques
- The Deep Reaches of Space par A. Bertram Chandler (1964)
- The View From the Stars par Walter M. Miller (1965)
- Raiders from the Rings par Alan E. Nourse (1965)